# Зарудные (дворянский род)
Зарудные — малоросский дворянский род.
Самойло Богданович Зарудный, запорожский генеральный судья, был послан к царю Алексею Михайловичу с просьбой принять Гетманщину в русское подданство (1652); впоследствии был одним из советников Выговского.
Григорий Зарудный, миргородский полковой есаул, был пожалован поместьями в 1690. Его потомство внесено во II часть родословной книги Полтавской и Харьковской губерний.

## Известные представители
- Зарудный, Алексей Андреевич (1826—?) — русский публицист и издатель газеты «Петербургский листок»[2].
- Зарудный, Митрофан Иванович (1834—1883) — юрист, писатель.
- Зарудный, Сергей Иванович (1821—1887) — русский правовед и переводчик, тайный советник, один из главных творцов судебной реформы 1860-х гг.

## Описание герба
В голубом поле сердце, пронзённое сломанным копьём и сопровождаемое: справа — кавалерским крестом и слева — львом; в оконечности — в красном поле лодка с пушкою.
Нашлемник: шапка с пером, пронзённым стрелою.